# Georg Schumann (calciatore)
Georg Schumann (Berlino, 17 agosto 1898 – 30 novembre 1959) è stato un calciatore tedesco, di ruolo attaccante.